# Graminella
Graminella — рід грибів родини Legeriomycetaceae. Назва вперше опублікована 1962 року.